# Ipogeo del Belvedere
L'Ipogeo del Belvedere è la tomba ipogea etrusca n. 2 del gruppo C del complesso ipogeo di Terricciola, datata al pieno IV secolo a.C. ed in seguito riadattato ad usi agro-vinicoli; al suo interno si trova conservata la raccolta di cippi funerari etruschi provenienti dal territorio di Terricciola, fra cui il Cippo de Poggiarelli, tra i più significativi della produzione materiale pisana.

## Storia
L'ipogeo del Belvedere rappresenta un esempio di recupero del complesso archeologico di Terricciola, provincia di Pisa
di proprietà comunale; l'ipogeo in passato è stato oggetto di una campagna di recupero condotta dal gruppo archeologico Tectiana, tenutasi nei mesi di febbraio-maggio del 2002.
Prima degli interventi archeologici l'ipogeo del Belvedere appariva in uno stato fortemente degradato e di palese abbandono, tale che l'unica Unità Stratigrafica (US) che occupava gran parte del vano di accesso era relativa ad un luogo di scarico per macerie e rifiuti lignei.
Una tomba che è stata sottoposta ad azioni sia di indagine archeologica che di ripristino, e attraverso i dati acquisiti, è stata collocata l'ultima frequentazione di questa tomba alla sfera agricola, precisamente venne riutilizzata come cantina e ripostiglio.

## Posizione
L'ipogeo del Belvedere è collocato sul versante sud-occidentale della cittadina di Terricciola, lungo il camminamento che guarda verso il dirupo delle Grottacce. Questo ipogeo rappresenta l'unica evidenza archeologica del Gruppo C del complesso ipogeo di Terricciola, il quale è stato indagato e musealizzato.

## Descrizione

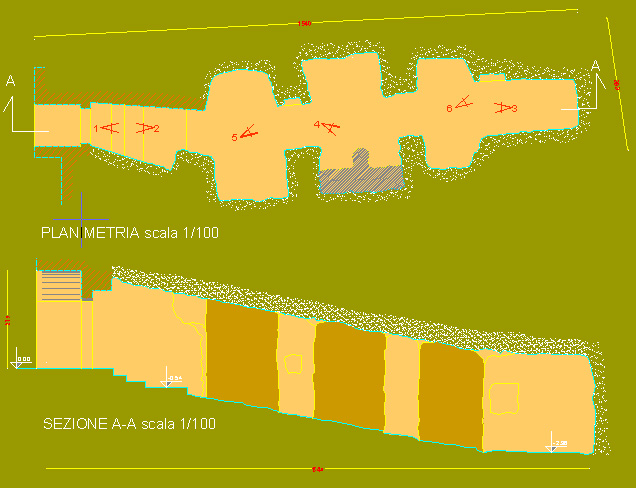
Pianta e sezione dell'Ipogeo del belvedere

Ipogeo a pianta complessa, il quale appare come un sepolcreto d'età ellenistica, IV-I secolo a.C., analogo per tipologia alla tomba n. 10 di proprietà Frontone della necropoli etrusco ellenistica di Legoli presso il comune di Peccioli o la tomba n. 4 di proprietà Geridella medesima necropoli, di cui la tomba di Terricciola seguirebbe il modello complicandolo. Si accede alla tomba attraverso una struttura aggettante in opera muraria, edificata almeno in due fasi con laterizi e pietre di fiume di diversa natura. L'ipogeo si apre con una volte a botte, la quale si sovrappone ad un arco depresso realizzato sempre in laterizio tipico di alcuni interventi esterni di consolidamento. e innestato sopra due spallette dove si trovano ancora infissi i cardini di una porta a doppia anta. Il piano di calpestio della Tomba si presenta irregolare e profondamente avvallato in più punti e compromesso dall'azione di animali oltre che dalle infiltrazioni di acque piovane non sottoposte ad una regolamentazione.
All'interno non sono presenti banchine di deposizione, con molta probabilità abbattute durante le fasi di riutilizzo. Il sabbione costituente l'interno dell'ipogeo nonostante si presenti ben compattato, tende con molta facilità a sgretolarsi probabilmente da un microclima interno decisamente asciutto. Mentre le banchine di deposizione , come riportato , non si sono conservate a causa dei successivi interventi di riutilizzo del sito, nel penultimo gruppo di celle e nello specifico nella cella ubicata nel perimetro est è presente un pozzetto ( con misure di 130 cm di larghezze e 90 di lunghezza, scavato nel sabbione tufaceo ed ubicato per tanto ad un livello inferiore rispetto alla superficie di calpestio, nel quale sono stati rinvenuti resti animali ed alcuni frammenti di ceramiche risalenti alla fine del XIX secolo e ai primi del XX secolo.

## Scheda tecnica
| Proprietà           | Comune di Terricciola     |
| Tipologia           | ipogeo a pianta complessa |
| Superficie interna  | m² 31,20                  |
| Lunghezza           | 15,40 m                   |
| Larghezza           | 3,83 m                    |
| Dislivello          | -2,36 m                   |
| Orientamento        | Nord-Sud                  |
| Temperatura interna | 19° costanti              |

## L'ingresso
Una porta ad arco in muratura dotata di un cancello di ferro costituisce l'ingresso all'ipogeo a cui segue un dromos dislocato in forte pendenza, la superficie di calpestio degrada progressivamente fino a raggiungere nella cella finale un dislivello di 236 cm, inizialmente è caratterizzato da quattro scalini in muratura.
L'entrata a questa struttura risulta essere stata regolarizzata per lo scarico delle forze della massa sovrastante; mentre la presenza di diverse unità murarie sembra indicare costanti interventi e manomissioni durante l'evo moderno, ultima fra le quali quella avvenuta nel 1845 come dimostra la presenza di tale data eseguita a graffito sopra una stesura di calce sul lato sinistro dell'entrata.
La parte iniziale dell'ipogeo è stata sicuramente rinforzata nella bassa età medievale o nella prima metà del 1500, è stata successivamente supportata da aggiunte presumibilmente ottocentesche, ipotesi cronologica sostenibile anche in merito all'evidenza della data 1848 incisa a punta su calce presente nella tomba.
Alla porzione iniziale dell'ipogeo segue una struttura originale costituita da sabbione tufaceo nel quale è ricavata la parte restante dell'ipogeo, databile al IV-III secolo a.C. Essa è composta da 6 celle d'impianto rettangolare disposte frontalmente due a due e dislocate in successione lungo il perimetro del dromos, mentre nella parte terminale è situata la cella del Pater familias
Nell'ipogeo sono presenti due nicchie quadrangolari : una in corrispondenza del tramezzo, nel perimetro ovest, in prossimità della prima coppia di celle, l'altra invece è situata nella cella del Pater Familias , sempre nel perimetro ovest del vano.

## Corridoio
Al suo interno si possono individuare quattro piani di battuta realizzati in pietra di Signa e laterizi, i quali agevolano l'accesso al corridoio, caratterizzante tutta la struttura. Sui lati del corridoio sono distribuite sei celle, tre per ogni lato, mentre nella parete di fondo posta frontalmente al vano d'entrata si sviluppa un'altra cella sviluppata in lunghezza rispetto alle altre celle.
Nel contesto della seconda cella di destra si sviluppa una profonda trincea lunga quanto il lato e larga 70 m.che si innesta nel centro con un foro o pozzetto prosciugato di forma ellissoidale, il quale ha restituito numerose forme ceramiche aperte con ingubbio bianco steso a pennellata ed invetriate in giallo paglierino..

## Materiali rinvenuti
All'interno dell'ipogeo, precisamente all'interno della cavità semiellissoidale, sono state rinvenute ceramiche ingobbiate a risparmio e graffite, oltre alla presenza di resti osteologici animali. Tali rinvenimenti sembrano convalidare lo svolgersi di attività agricola (XVIII secolo), che come riportato in alcune fonti documentarie, orbitava attorno agli ipogei del paese di Terricciola. Inoltre sono state individuate testimonianze eloquenti su l'uso a cantina dell'ipogeo del Belvedere, come i numerosi frammenti di botte o le unità stratigrafiche relative a tracce di vino versate sul piano pavimentale; contrariamente le ceramiche sopra elencate non risalgono a tale fase, essendo queste ultime rinvenute in unità stratigrafiche ben distinguibili e relative ad una piccola discarica domestica (XIX secolo).

### Cippi funerari
All'interno dell'ipogeo di Belvedere sono confluiti in una pubblica raccolta, i cippi funerari etruschi, della tipologia a "clava" o pisana rinvenuti nel territorio del comune di Terricciola.Tali cippi presentano il fusto troncoconico ' a clava ' e la sommità a calotta sferica con apice centrale